# 中田清秀
中田 清秀（なかた きよひで、1947年11月3日 - ）は、山口組系四次団体の元組長、オウム真理教の元幹部。愛知県出身。省庁制が採用された後は、「建設省」に所属した。　

## 来歴
名古屋市北区生まれ。中学卒業後は、暴力団柳川組の後、小車誠会傘下の清田会に所属し、会長代行の役職に就いた他、自ら秀政一家を率いた。1984年に銃刀法違反で逮捕され、1987年まで広島刑務所に服役。出所後の1988年に妻の勧めでオウム真理教に入信。名古屋市で喫茶店を経営。
元暴力団員という経歴から、不動産の購入の時に相手を恫喝して交渉を有利に進めたり、拳銃の調達をしていた。彼自身はオウムを「全宇宙オウム連合麻原一家」と評している。
1995年4月に、脱会信者を連れ戻す際に恐喝したとして恐喝容疑で逮捕された。裁判では恐喝罪で無罪になったが、保険会社への詐欺未遂で懲役1年・執行猶予3年の判決が下された。
その後、教団を脱会し、数人の脱会信者とともに「中田グループ」を形成、岐阜県飛騨市の民宿を拠点に「聖白虎ヨガ密教の集い」を結成したが2001年1月に解散した。それ以後は土地の転売や洋服リフォーム店の経営等で生計をたてていたが、2017年12月30日、岐阜県高山市の自宅で長男を日本刀で切りつけ殺害しようとしたとして殺人未遂容疑で逮捕された。逮捕時の職業は古物商であった。

## オウム真理教入信の動機
入信前は非常に現実的な人間であり、死ねば無であると考え、刹那的に眼前の欲望に捉われながらも、同時に心の中のどこかに無ではなく、魂はあるのではとも考え迷いのある人生を送ってきた。中田の妻は熱心な阿含宗信者であり、このことに正面から反対していた。ある日、中田はノストラダムスの本を読んでいる最中に神秘体験を経験する。突然に本の文字や絵が消えて、真っ白に光った。中田は大変に驚く。これをきっかけに仏教、神道、古代文明、UFOなどといった神秘的なものに魅かれていく。そのうちにヨーガ、神道、仏教の修行に魅かれだし、独学でさまざまなことを習得し、多くの神秘体験を経験するにいたる。このことで中田は、魂の存在ならびに死後の存続を確信する。
この経験後、オカルト雑誌の「トワイライトゾーン」「ムー」にて麻原彰晃の書いた記事を読み、麻原の著書「超能力・秘密の開発法」を購読する。その中に書かれたシャクティーパットや行法で神秘体験をした信者がいることを知り、オウムに強く興味を抱く。神奈川県の丹沢で集中セミナーが開催されるとのオウムからの案内が送られてきたことをきっかけに、断酒や修行により人生の転換を期待し、セミナーへの参加を決意する。
最初に麻原に会った印象では、本物かな、偽者かなという疑いを持ったものの、個人的に麻原にいくつかの質問をしたところ気軽に回答をもらい、その内容からこの人物は本物であると確信する。このとき、中田は麻原から「君は過去生でチベット密教のニンマ派だった。そして、相当修行していた」といわれ、入信を決意、丹沢をあとにする。（以上、マハーヤーナ1988 NO.10より）

## オウム真理教入信後
オウム入信以前からUFOらしきものを見たり、幽体離脱などさまざまな神秘体験を多く体験していたが、一時期魔境に入り、抜け出るのに1年位かかったことがある。入信後には独学では得られなかった至福感を得る。